# Maria Rørbye Rønn
Maria Rørbye Rønn (Copenhague, 25 de janeiro de 1964) é uma advogada dinamarquesa, que desde 2010 atua como diretora geral da  Danish Broadcasting Corporation.

## Carreira
Rønn é formada em direito pela Universidade de Copenhague. Antes disso, trabalhou no Ministério da Justiça e no Ministério da Cultura antes de ingressar na Danmarks Radio em 1995. Lá, ela começou no departamento de direitos autorais e tornou-se chefe da DR Law em 2001. Em 2007, seu mandato foi ampliado para receber o título de Chefe de Direito, Política e Estratégia da emissora. Quando Kenneth Plummer deixou a TV em 28 de outubro de 2010, ela se tornou gerente geral e, em 6 de fevereiro de 2011, o conselho a elegeu para se tornar a nova diretora geral.
Maria Rørbye Rønn é casada e tem dois filhos.